# واشان (ملایر)
واشان (ملایر)، روستایی از توابع بخش سامن شهرستان ملایر در استان همدان ایران است.مردم این روستالرهستن وبه گویش لری ثلاثی تکلم میکنند.

## جمعیت
این روستا در دهستان سامن قرار دارد و براساس سرشماری مرکز آمار ایران در سال ۱۳۹۵، جمعیت آن ۱۲۴۰نفر(
۲۹۰خانوار) بوده‌است.